# Wieża w Siloa

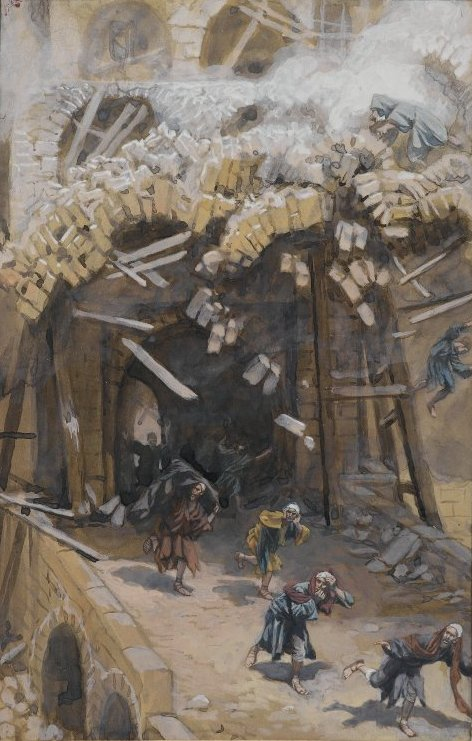
Upadek wieży w Siloa – dziewiętnastowieczny obraz Jamesa Tissota

Wieża w Siloa (lub Siloam) – według Biblii w czasach Jezusa Chrystusa wieża, której upadek doprowadził do śmierci 18 osób. Do tej katastrofy odniósł się Jezus, o czym napisał Łukasz Ewangelista. 

Albo myślicie, że owych osiemnastu, na których zawaliła się wieża w Siloe i zabiła ich, było większymi winowajcami niż inni mieszkańcy Jerozolimy? Bynajmniej, powiadam wam; lecz jeśli się nie nawrócicie, wszyscy tak samo zginiecie

## Położenie i archeologia
Obecnie nie wiadomo, gdzie dokładnie w Jerozolimie znajdowała się ta wieża. Jednak niektórzy umiejscawiają ją na Ofelu, w południowo-wschodniej części Jerozolimy, w pobliżu sadzawki Siloam (Łk 13:4). W Muzeum Historii Jerozolimy na tamtejszej makiecie umiejscowiono wieżę powyżej sadzawki Siloam. 
Niektórzy archeolodzy twierdzą, że odkryte reszki murów wieży znajdują się obok muru wschodniego, po stronie Doliny Cedronu. W 1920 roku resztki murów zostały odkryte przez archeologa Raymonda Weilla. Zidentyfikował je za stanowiące "okrągłe struktury" wieży Siloam. Wieża Siloam była niewielka w porównaniu z innymi ogromnymi wieżami na Starym Mieście w Jerozolimie. Wnętrze wieży miało około 6 metrów średnicy, a na zewnątrz miała ona około 7 metrów średnicy. Była usytuowana wzdłuż muru w jego środku, pomiędzy źródłem Siloam i Doliną Hinoma.
Wykopaliska archeologiczne prowadzone w okolicy sadzawki Siloe doprowadziła do stwierdzenia przez niektórych badaczy, że tamtejsze ruiny należą do drugiej wieży, która została odbudowana po pierwszym jej zawaleniu. Okrągłe ruiny u podstawy mają ok. 6 metrów średnicy. W końcu lat 90. XX w. Ronny Reich i Eli Shukron podczas wykopalisk w pobliżu Źródła Gichonu w ramach przygotowań do budowy centrum dla odwiedzających odkryli ruiny dwóch wież, które zostały zasypane przez te wieże. Są one w pobliżu wieży zwanej Wieży Sadzawki. Szacuje się, że wieże miały wymiary 13,7 m x 16,8 m, a ściany ponad 3,7 m grubości. Uważa się, że te wieże związane były z sadzawką i zostały zbudowane ok. 1800 p.n.e. i były nadal wykorzystywane przez ponad 1000 lat. Archeolodzy biblijni uważają, że w rzeczywistości jest to możliwe, bowiem Joab i jego towarzysze mieli dostęp do Jerozolimy przez system kanałów wodnych (2 Sam 5:6-10; 1 Krn 11:4-9).

## Echa wydarzenia w historii chrześcijaństwa
Gdy Jezus chciał wykazać, jak bezpodstawne jest przekonanie, iż nieszczęścia spotykają tylko tych, którzy na nie zasłużyli, powołał się na tę katastrofę. Gdy dowiaduje się, że zginęli ludzie, to nie mówi o nich, iż nie byli grzesznikami. Zaznacza On raczej, że nie byli większymi grzesznikami niż inni. A zatem pewnie mieli za co pokutować i mogliby uznać, że to, co ich spotkało, jest konsekwencją grzesznych czynów. Wydarzenie podane przez Jezusa jest dzisiaj często objaśniane przez duchownych chrześcijaństwa jako informację, że cierpienie może wyrobić w istotach tak niedoskonałych, jak ludzie, poddanie się prawom niedoskonałego świata.
24 lutego 1529 zawalił się hełm wieży bazyliki św. Elżbiety Węgierskiej we Wrocławiu. Katolicy uważali, że jest to kara niebios za zmianę konfesji, natomiast protestanci twierdzili, że skoro nikt nie ucierpiał, to jest to zasługa aniołów, które zadbały o to, by upadające fragmenty nie zadały nikomu śmierci. W 1534 odbudowano wieżę i umieszczono tablicę, która upamiętnia katastrofę, niemieckojęzyczny napis głosi: Chwała Panu na wysokościach! Upadła wieża Siloe zbroczona krwią. Lecz upadek  tej – nie zadał nikomu śmierci. Bowiem z Bożego rozkazu, i Jemu samemu dzięki. Przeniosła ciężar w dół siła anielskich rąk. Amen. Przytoczenie w inskrypcji tego wydarzenia jest wyraźną odpowiedzią na zarzuty katolików, że zawalenie się wieży było karą za odstępstwo od katolicyzmu. Katastrofa stała się więc dla wrocławskich mieszczan znakiem z niebios, że Bóg pochwala zmianę obrządku na luterański.